# Aristea ensifolia
Aristea ensifolia är en irisväxtart som beskrevs av John Muir. Aristea ensifolia ingår i släktet Aristea och familjen irisväxter. Inga underarter finns listade i Catalogue of Life.